# Schloss Groß Wartenberg

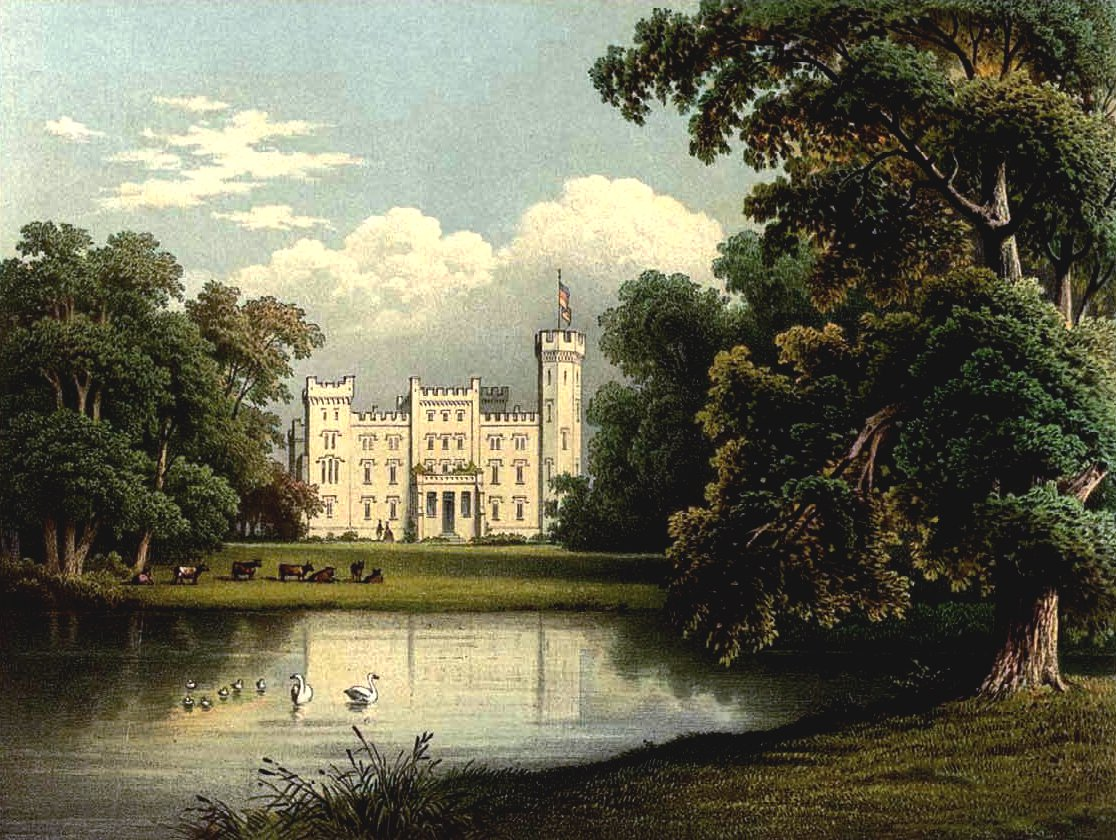
Schloss Wartenberg in der 2. Hälfte des 19. Jahrhunderts (Sammlung Duncker)

Schloss Groß-Wartenberg war ein Schloss in der polnischen Stadt Syców.

## Geschichte

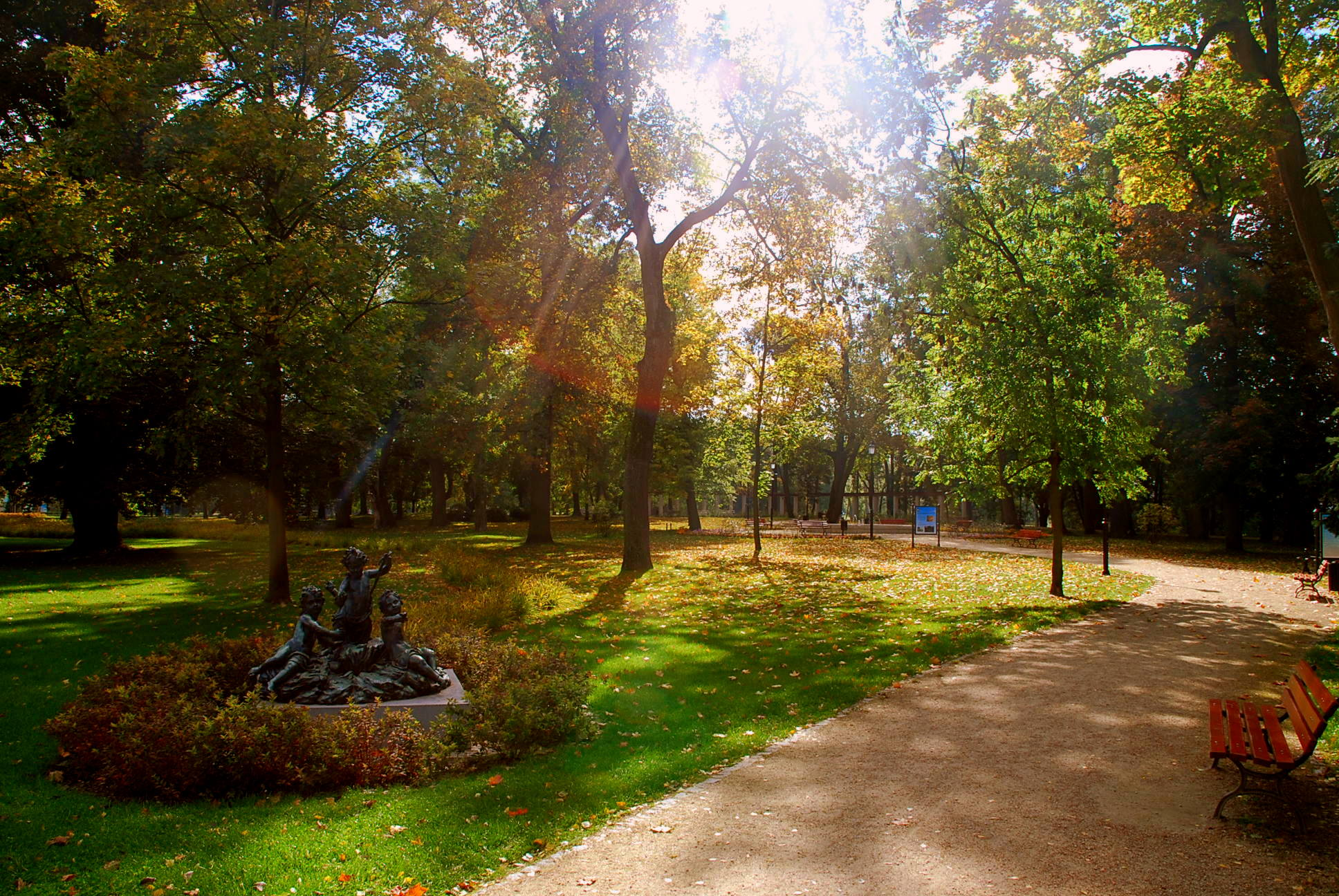
Ehemaliger Schlosspark

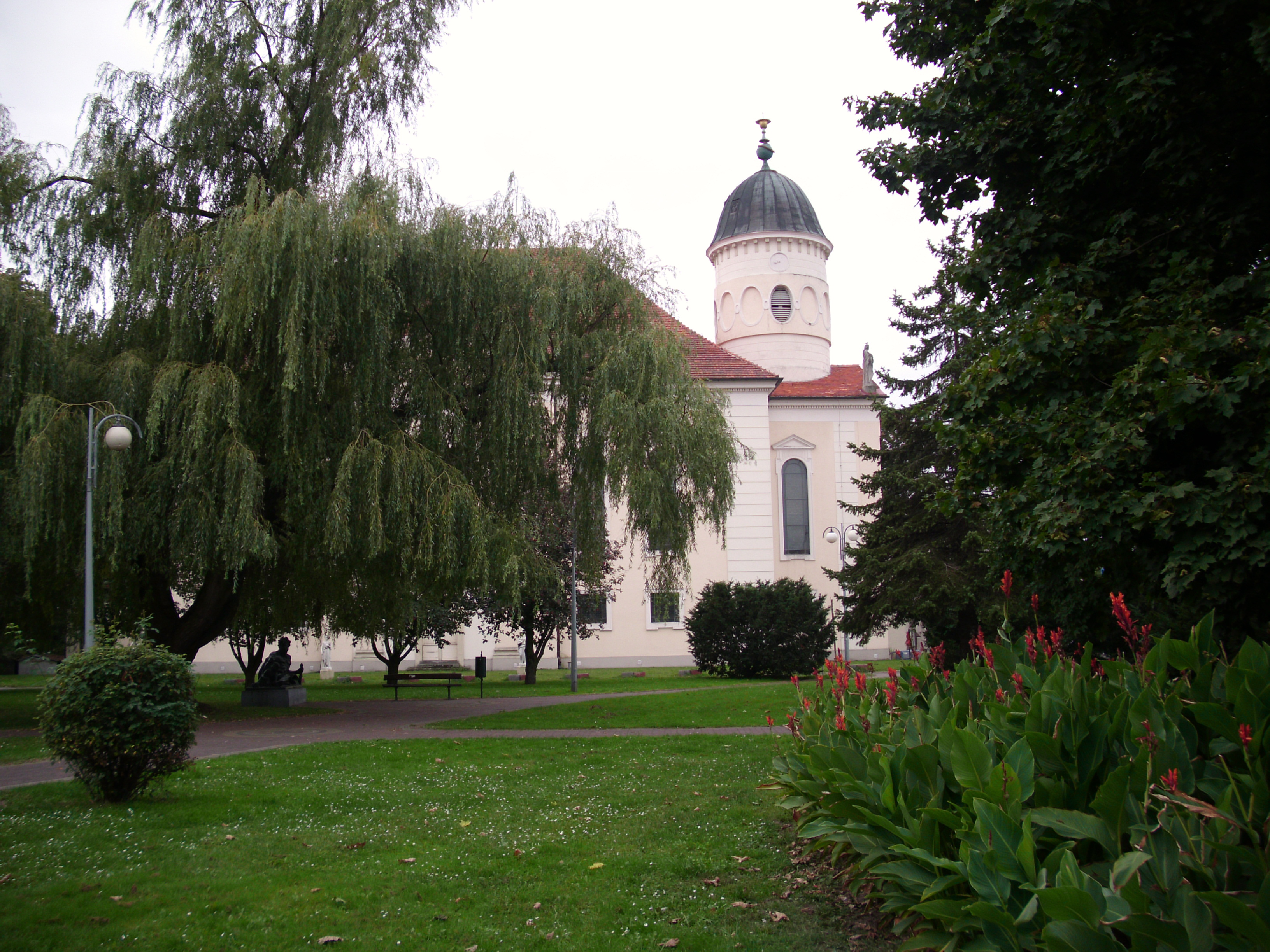
Ehemalige Schlosskirche

Am Ort wurde im 12. Jahrhundert eine landesherrliche Burg zur Sicherung der Handelsstraße von Breslau nach Thorn angelegt. Erster belegter Kastellan war Albert von Schmollen. Ab 1489 war der Ort Teil einer Freien Standesherrschaft. Bis 1517 waren die von Haugwitz Besitzer, von 1517 bis 1571 die von Maltzan. Nach Zwischenbesitz durch die von Braun erwarb Abraham II. Burggraf von Dohna den Besitz. Dieser ließ von 1594 bis 1608 nahe der Burg ein Barockschloss errichten. Nach schweren Brandzerstörungen wurde 1721 ein neues Barockschloss errichtet, das in einer Federzeichnung von Friedrich Bernhard Werner überliefert ist.
Im Jahr 1734 erwarb Ernst Johann Reichsgraf von Biron die Herrschaft. Im Jahr 1813 zerstörte ein Brand das Schloss. Ab 1853 ließ Calixt Prinz Biron unter Verwendung der Ruinen ein neogotisches Schloss errichten. Der Architekt Carl Heinrich Wilhelm Wolf orientierte sich an dem ebenfalls von ihm entworfenen Schloss Sibyllenort. Die mittelalterliche Burg wurde 1854 abgebrochen.
Nach Einnahme der Stadt durch die Rote Armee wurde das Schloss geplündert und in Brand gesetzt. Zwar war von der neuen polnischen Verwaltung zunächst ein Wiederaufbau geplant, aber das Schloss dann doch in den Jahren 1951 bis 1958 abgebrochen. Erhalten sind nur einige Bauten des Dominiums und die 1785 von Carl Gotthard Langhans errichtete Schlosskirche, die heute der evangelischen Gemeinde dient.
Südlich des ehemaligen Schlosses ist der 1813 angelegte Landschaftspark erhalten und ein renoviertes Mausoleum der Biron von Kurland.